# Käthe Seidel
Käthe Marthe Seidel (* 1907 in Frankenstein; † 1990 in Krefeld) war eine deutsche Lehrerin und Hydrobotanikerin. Bekannt wurde sie als die „Binsen-Käthe“.

## Leben
1924 erreichte Seidel die mittlere Reife an der Seminar- und Realschule in Frankenstein und machte eine Ausbildung zur Gärtnerin an der Landwirtschaftlichen Hochschule in Halle. Dort legte sie 1934 die Meisterprüfung ab. Ihre Fortbildung zur Gartenbau-Lehrerin absolvierte sie an der Lehrerbildungs-Hochschule in Leipzig. Während sie Biologie, Gartenbau und Werkerziehung unterrichtete, holte sie ihr Abitur nach und studierte anschließend ab 1939 Ur- und Kunstgeschichte sowie Naturwissenschaften an der Universität Greifswald.
Als Werkerzieherin hatte sie auch Bekanntschaft mit dem Binsenflechten gemacht und publizierte über diese alte Kulturtechnik zwischen 1922 und 1945 über 20 Artikel. Nach dem Krieg gründete sie die Schleswig-Holsteinischen Binsen-Lehr- und Versuchswerkstätten und setzte ab 1947 in Kiel auch ihr Botanikstudium (mit Mikrobiologie und Limnologie) fort. Seidel promovierte 1951 mit einer Arbeit über die Ökologie und Technologie der Flecht- und Teichbinse.
Danach arbeitete Seidel weiter an der Krefelder Unterrhein-Fluss-Station der Hydrobiologischen Anstalt in Plön, deren langjähriger Leiter, August Thienemann, über sie sagte: „Die feste Anstellung Fräulein Dr. Seidels an der Hydrobiologischen Anstalt bedeutete für unsere wissenschaftliche Arbeit viel. Denn nur selten wird man eine Frau treffen, die eine so produktive Forschernatur ist, geladen mit Vitalität und Energie.“
Seidels Liebe zur Flechtbinse gipfelte 1955 in dem Standardwerk von Seidel: Die Flechtbinse, Scirpus lacustris. L. Ökologie, Morphologie und Entwicklung, ihre Stellung bei den Völkern und ihre wirtschaftliche Bedeutung. Die Binnengewässer, Bd. 21. 1955. XV, 216 S., 42 Abb., 18 Taf., 3 Beil.
Gegen Ende 1968 wurde die Fluss-Station von der sie tragenden Max-Planck-Gesellschaft aufgegeben, aber Seidel konnte in ihr bis zur Pensionierung 1976 weiterarbeiten und kaufte danach die Station der Max-Planck-Gesellschaft ab. Sie blieb dort im Rahmen ihrer „Stiftung limnologische Arbeitsgruppe Dr. Seidel e.V.“ noch weitere 14 Jahre tätig. Als sie 1990 starb, war sie immer noch mit ihrer Forschungs- und Propagations-Tätigkeit beschäftigt.
1977 erhielt sie die Umwelt-Medaille der Bundesrepublik Deutschland, 1982 das Verdienstkreuz am Bande.

## Die Pflanzenkläranlage
Mit der Zeit hatte Seidel die Überzeugung gewonnen, dass die Flechtbinse (wie alle Wasserpflanzen, aber diese am besten von allen) auch geeignet sei, Abwässer zu klären und zu renaturieren. „Jeder wusste, dass höhere Pflanzen nur in unbelasteten Gewässern gedeihen. Die Limnologin Käthe Seidel wusste es besser“, schrieb man in Anlehnung an ein Bonmot in der Frankfurter Allgemeinen 1986. Sie propagierte diese Idee auch überall, wohin sie Forschungsreisen unternahm. In den 1950ern bereits hatte sie an über 20 Standorten Versuchs-Binsen-Kläranlagen errichtet. Sie stellte fest, dass die Flechtbinse mit sehr verschiedenen ökologischen Bedingungen zurechtkommt und diese auch günstig verändern kann, da sie Sauerstoff in den Wurzelraum bringt.
Damit löste Käthe Seidel aber auch große prinzipielle Kontroversen aus. Die „Reduktionisten“ unter den Botanikern behaupteten, eine grüne Pflanze bedürfe (mit wenigen Ausnahmen) als Nährstoffen nur anorganischer Salze aus dem Boden(-wasser), wie man mittels Hydroponik ja jederzeit beweisen könne. Seidel und ihre Anhänger hingegen vertraten die Ansicht, auf diese Weise seien allenfalls die Minimalerfordernisse des Pflanzenlebens erfüllt – besser gedeihen Pflanzen stets in einem „natürlichen“ Umfeld, mit organischen Stoffen, Mikroben und anderen Lebewesen rund um ihr Wurzelsystem.
Heute sind ihre Thesen nicht mehr umstritten, es wird anerkannt, dass Seidels Pflanzenkläranlagen (mit Binsen und weiteren Makrophyten wie Iris, Phragmites, Arundö u. a.) durchaus brauchbar sind, wenn genügend Platz vorhanden ist und vor allem anorganische Giftstoffe (wie Schwermetalle) keine Rolle spielen (organische können abgebaut werden, zum Beispiel Phenole) – also bei Bauernhöfen in der Einschicht, in Entwicklungsländern, bei geringer Bevölkerungsdichte (z. B. in Gebieten der USA). Reinhold Kickuth und andere haben die Theorie der Pflanzenkläranlagen so verbessert, dass sie nun weltweit zum Einsatz gelangen können (Wurzelraumverfahren). Die Pflanzen nehmen gegebenenfalls auch Schwermetalle aus dem Abwasser auf, müssen dann aber als Sondermüll entsprechend behandelt werden. Ansonsten können die Pflanzen gemäht und weitergenutzt werden.

## Publikationen (Auswahl)
- Gartenbau im Landjahr. Appelhans, Braunschweig 1935.
- Binsenarbeiten: Die neuen Binsengegenstände, gemeinsam erarbeitet mit Gertrud Mosenthin. Voggenreiter, Potsdam 1943.
- Die Flechtbinse: ein Beitrag zur Ökologie und Technologie von Scirpus lacustris L. Kiel 1950 (Kiel, Univ., Diss., 1951).
- Binnenkulturen in Holland. In: Die Heimat. Monatsschrift des Vereins zur Pflege der Natur- und Landeskunde in Schleswig-Holstein. Bd. 58 (1951), Nr. 8, August 1951, S. 309–313 (Digitalisat).
- Binsen-Pflanzungen im Salzwassergebiet Süd-Hollands. In: Archiv für Hydrobiologie. Bd. 47 (1952), S. 302–306.
- Zur Ökologie von Scirpus lacustris. In: Berichte der Deutschen Botanischen Gesellschaft. Bd. 64 (1952), Heft 10, S. 343–353.
- Organogene Landgewinnungsversuche im Haringvliet: Berichte der Niederländischen Vereinigung für Landgewinnung. In: Archiv für Hydrobiologie. Bd. 52 (1956), Heft 3, S. 302–320.
- Die Flechtbinse: Scirpus lacustris L.: Ökologie, Morphologie und Entwicklung, ihre Stellung bei den Völkern und ihre wirtschaftliche Bedeutung. Schweizerbart, Stuttgart 1955 (Die Binnengewässer; 21).
- Scirpus-Kulturen. In: Archiv für Hydrobiologie. Bd. 56 (1959), Nr. 1/2, S. 58–92.
- Wird die Flechtbinse zum zweiten Male Kolonisationspflanze? Ihre Aufgabe im 19. und im 20. Jahrhundert. In: Schleswig-Holstein (1959).
- Über Phenolspeicherung und Phenolabbau in Wasserpflanzen. In: The science of nature. Bd. 50 (1963), Heft 12, S. 452f.
- Abbau von Bacterium coli durch höhere Wasserpflanzen. In: The science of nature. Bd. 51 (1964), Heft 16, S. 395.
- Reinigung von Gewässern durch höhere Pflanzen. In: The science of nature. Bd. 53 (1966), Heft 12, S. 289–297.
- Mixotrophie bei Scirpus lacustris L. In: Naturwissenschaften. Bd. 54 (1967), S. 176f.
- Zur bakteriziden Wirkung höherer Pflanzen. In: Naturwissenschaften. Bd. 56 (1969), S. 642f.
- Physiologische Leistung von Alisma plantago L. (Froschlöffel) unter extremen Umweltbedingungen. In: Naturwissenschaften. Bd. 58 (1971), S. 151.
- Wirkung höherer Pflanzen auf pathogene Keime in Gewässern. In: Naturwissenschaften. Bd. 58 (1971), S. 150f.
- System for Purification of Polluted Water.- United States Patent Office, Nr. 3770623 (1973)
- Reinigung von Industrie-Abwässern durch Juncus maritimus Lamarck. In: Naturwissenschaften. Bd. 60 (1973), S. 158f.
- Zur Biologie und Wasser-Reinigungsvermögen von Iris pseudacorus L. In: Naturwissenschaften. Bd. 60 (1973), S. 158f.
- Schoenoplectus lacustris (L.) Palla zur Reinigung von Gichtwässern. In: Naturwissenschaften. Bd. 61 (1974), S. 81.
- Über die Selbstreinigung natürlicher Gewässer. In: Naturwissenschaften. Bd. 63 (1976), S. 286–291.
- Macrophytes and water purification. In: Joachim Tourbier and Robert W. Pierson (Hrsg.): Biological control of water pollution. The Intern. Conference on Biological Water Quality Improvement Alternatives 1975. University of Pennsylvania Press, Philadelphia 1976, ISBN 0-8122-7709-0, S. 109–121.
- mit Helga Happel und Georg Graue: Beiträge zur Gewässergesundung. 2., erw. Aufl. Krefeld-Hülseberg 1978.
- mit Helga Happel: Limnologie in Stichworten: Beiträge aus den Wasser-Kalendern 1980–1988 (Jahrbuch für das gesamte Wasserfach). Erich Schmidt, Berlin 1989.